# Lijst van oudkatholieke aartsbisschoppen van Utrecht
Onderstaand volgt een lijst van bisschoppen van het aartsbisdom Utrecht, een Nederlands oudkatholiek aartsbisdom.
De oudkatholieke kerk beschouwt zijn aartsbisschop van Utrecht als de opvolger in rechte lijn van de eerdere rooms-katholieke bisschoppen van Utrecht. Vandaar dat de officiële telling vanaf aartsbisschop Frederik Schenck van Toutenburg doorloopt. Voor een overzicht van de bisschoppen van Utrecht voor 1561: zie lijst van bisschoppen en aartsbisschoppen van Utrecht.
|    | Naam                                 | Periode        | Opmerkingen                                         |
| 61 | Frederik V Schenck van Toutenburg    | 1561-1580      |                                                     |
| 62 | Sasbout Vosmeer                      | 1602-1614      | Apostolisch vicaris in de rooms-katholieke traditie |
| 63 | Philippus Rovenius                   | 1614-1651      | Apostolisch vicaris in de rooms-katholieke traditie |
| 64 | Jacobus de la Torre                  | 1651-1661      | Apostolisch vicaris in de rooms-katholieke traditie |
| 65 | Boudewijn Catz                       | 1662-1663      | Apostolisch vicaris in de rooms-katholieke traditie |
| 66 | Johannes van Neercassel              | 1663-1686      | Apostolisch vicaris in de rooms-katholieke traditie |
| 67 | Petrus Codde                         | 1688-1705/1710 | Apostolisch vicaris in de rooms-katholieke traditie |
|    | Gerhard Potcamp                      | 1705           | (niet gewijd)                                       |
| 68 | Cornelius Steenoven                  | 1723-1725      |                                                     |
| 69 | Cornelius Johannes Barchman Wuytiers | 1725-1733      |                                                     |
| 70 | Theodorus van der Croon              | 1733-1739      |                                                     |
| 71 | Petrus Johannes Meindaerts           | 1739-1767      |                                                     |
| 72 | Walter van Nieuwenhuisen             | 1768-1797      |                                                     |
| 73 | Johannes Jacobus van Rhijn           | 1797-1810      |                                                     |
|    | Sede vacante                         | 1810-1814      |                                                     |
| 74 | Willibrord van Os                    | 1814-1825      |                                                     |
| 75 | Johannes van Santen                  | 1825-1858      |                                                     |
| 76 | Henricus Loos                        | 1858-1873      |                                                     |
| 77 | Johannes Heykamp                     | 1874-1892      | Elect sedert 1874                                   |
| 78 | Gerardus Gul                         | 1892-1920      |                                                     |
| 79 | Franciscus Kenninck                  | 1920-1937      |                                                     |
| 80 | Andreas Rinkel                       | 1937-1970      |                                                     |
| 81 | Marinus Kok                          | 1970-1981      |                                                     |
| 82 | Antonius Jan Glazemaker              | 1982-2000      |                                                     |
| 83 | Joris Vercammen                      | 2000-2020      |                                                     |
| 84 | Bernd Wallet                         | 2020-heden     |                                                     |